# Ruta Nacional 7 (Argentina)
La Ruta Nacional 7 «Carretera Libertador General San Martín» (Decret n.° 115.261/1942) és una carretera argentina, que uneix les províncies de Buenos Aires, Santa Fe, Córdoba, San Luis i Mendoza. Forma part del més important corredor bioceànic del país i és un ramal de la carretera panamericana, que continua en territori xilè com a Ruta CH-60.
La ruta travessa el territori argentí d'est a oest, des de la capital del país fins a la frontera amb Xile, la qual cosa implica que sigui una carretera d'alt trànsit d'automòbils i camions. De fet, la ruta és la principal connexió internacional entre Argentina i Xile, i també és utilitzada per transportar per via terrestre importants quantitats de càrrega amb origen o destinació al Brasil, el Paraguai o l'Uruguai.
La seva traça neix a l'orient del país en l'àmbit de l'avinguda General Paz (aquesta constitueix el límit entre la Ciutat de Buenos Aires i la província homònima) i mor a la província de Mendoza en l'àmbit de la boca argentina del túnel Cristo Redentor a la frontera xilena, després de recórrer 1224 km.